# Oscil·lació de neutrins
L'oscil·lació de neutrins  és un fenomen de mecànica quàntica, predit per Bruno Pontecorvo, on un neutrí creat amb un sabor leptónic específic (electró, muó o tau) pot posteriorment ser mesurat amb un sabor diferent. La probabilitat de mesurar un sabor particular per a un neutrí varia periòdicament a mesura que es propaga.
L'oscil·lació de neutrins d'interès teòric i experimental perquè l'observació del fenomen implica que el neutrí té massa no nul·la, característica que no és part del model estàndard de física de partícules.